# Somerford Keynes
Somerford Keynes é uma paróquia e aldeia do distrito de Cotswold, no condado de Gloucestershire, na Inglaterra. De acordo com o Censo de 2011, tinha 479 habitantes. Tem uma área de 7,8 km².